# Cercamia eremia
Cercamia eremia är en fiskart som först beskrevs av Allen, 1987.  Cercamia eremia ingår i släktet Cercamia och familjen Apogonidae. Inga underarter finns listade i Catalogue of Life.